# 岩佐なを
岩佐なを（いわさ なを、男性、1954年6月18日 - ）は、日本の詩人、画家。画家としては、主に版画、ドローイングを制作。本名は岩佐直人。日本書票協会、日本現代詩人会、日本文藝家協会、日本ペンクラブ会員。

## 経歴
東京都杉並区荻窪に生まれ、神奈川県横浜市港北区日吉で育つ。神奈川県立港北高等学校を経て、早稲田大学卒業。早稲田大学図書館司書として勤務しながら、創作活動を行う。詩誌「時計店」「孔雀船」「生き事」「歴程」同人。
銅版画で蔵書票（エクスリブリス）を多数創作。ドローイングや版画で、本や雑誌の挿画・装幀を手がける。季刊「嗜み」（文藝春秋）の山崎正和の連載エッセイに挿画を掲載した。小川洋子の『完璧な病室』（福武書店、1989年）の装幀、装画。紺野美沙子の『M Misojiのひとりごと』（世界文化社、1992年）の装幀、装画。『中原中也詩集』（角川春樹事務所、1998年）、詩誌「歴程」「現代詩手帖」の挿画。佐藤一郎の『哲学的冒険』（丸善、2002年）、佐佐木幸綱編集の短歌雑誌「心の花」（竹柏会）の表紙画（2015年-25年）。新藤凉子、河津聖恵、三角みづ紀による連詩集『悪母島の魔術師』（思潮社、2013年：第51回藤村記念歴程賞）の表紙画、扉絵、挿画を描いた。2022年、日本現代詩人会のHPタイトルバックの絵を提供。
1978年から79年にかけて、雑誌「ユリイカ」投稿欄の常連入選者であった（当時の選者は長谷川龍生）。
1995年、詩集『霊岸』で、第45回H氏賞を受賞。2013年、詩集『海町』で、第24回富田砕花賞を受賞。2016年、銅版画家・詩人としての全業績に対して第54回藤村記念歴程賞を授賞される。
画業では、1984年、第6回新宿住友ビル版画ミニアチュールコンクール（池田満寿夫、岡田隆彦、田村文雄、永井一正、室伏哲郎選：「版画芸術」46号参考）でグランプリを受賞。海外の蔵書票（エクスリブリス）、小版画のコンクール、展覧会等に多数参加。1991年、チェコスロバキア蔵書票コンクールで協会長特別賞を受賞。2022年、第１回極小版画コンテストで文房堂賞を受賞。1980年より2002年まで年1回1月末に、竹川画廊（銀座）で定期的に個展を開催した。ギャラリーオキュルス（高輪）ギャラリーまぁる（恵比寿）アユミギャラリー（神楽坂）檜画廊（神保町）等に於いてもグループ展や企画展示に多く参加している。
一方ではプロボクシングおよび競艇ファンとしても知られ、詩人の渡邊十絲子と共に競艇同人誌『確定!!』(1-19号, 1997-2003)を作っていたこともある。ヨネクラボクシングジムの閉鎖が決定した2017年まで長期にわたって後援会に所属していた。

## 著書

### 詩集
- 『能筆少女』（私家版1978）
- 『蝉魔』（紫陽社1980）
- 『姉の力』（カタ工房1981）
- 『夢の環』（七月堂1983）
- 『狐乃狸草子』（七月堂 1987）
- 『離宮の海月』（書肆山田 1990）
- 『霊岸』（思潮社 1994）
- 『虫の巻』（思潮社 1997）
- 『しのぎ』（思潮社 2000）
- 『鏡ノ場』（思潮社 2003）
- 『岩佐なを詩集：現代詩文庫178』（思潮社 2005）
- 『しましまの』（思潮社 2007）
- 『幻帖』（書肆山田 2008）
- 『海町』（思潮社 2013）
- 『パンと、』（思潮社 2015）
- 『ゆめみる手控』（思潮社2020）
- 『たんぽぽ』（思潮社2023）

### 画集
- 『水域からの風説：細密画集』（沖積舎 1980）
- 『方寸の昼夜：銅版画蔵書票集』（岩崎美術社 1992）
- 『岩佐なを銅版画蔵書票集：エクスリブリスの詩情』（美術出版社 2006)。

### オリジナル版画集（限定版）
- 『博物幻想曲』（日本書票協会 1982）
- 『聖茎伝説』（短歌：松永伍一,朱韻館 1982）
- 『少女伝説』（短歌：松永伍一,朱韻館 1982）
- 『異性の内側』（詩：氷見敦子,あとりえ・のおと 1983）
- 『あかがねの獨言』（吾八書房 1985）
- 『いろいろさうし』（吾八書房 1986）
- 『親しき夢魔たち』（吾八書房 1989）

### コンパクトディスク
- 響音遊戯『爪物語』（七月堂 2008）原作：詩集『狐乃狸草子』より、作曲・編曲・監修：岡島俊治